# Chaetura egregia
El vencejo egregio, vencejo lomipálido o vencejo de lomo pálido (Chaetura egregia) es una especie de ave apodiforme de la familia Apodidae que vive en Sudamérica.

## Distribución y hábitat
Se encuentra en las selvas de Bolivia, Brasil, Ecuador y Perú.

## Taxonomía
Se reconocen dos subespecies:
- C. e. egregia
- C. e. pachiteae